# 韋瑟斯菲爾德鎮區 (伊利諾伊州亨利縣)
韋瑟斯菲爾德（英語：Wethersfield Township）是位於美國伊利諾伊州亨利縣的一個行政鎮區。

## 地方資料
根據2010年美國人口普查的數據，韋瑟斯菲爾德的面積為92.10平方千米，當中陸地面積為92.10平方千米，而水域面積為0.00平方千米。當地共有人口3818人，而人口密度為每平方千米41.45人。